# Deinotheriidae
Famille
Genres de rang inférieur
- Sous-famille Chilgatheriinae
  - † Chilgatherium
- Sous-famille Deinotheriinae
  - † Prodeinotherium
  - † Deinotherium

Répartition géographique
Les Deinotheriidae (du grec ancien signifiant « terribles bêtes ») sont une famille fossile de proboscidiens ayant vécu de l'Oligocène au Pléistocène. Ils ressemblent à des éléphants actuels, à l'exception des défenses qui sont les incisives inférieures orientées vers le bas. Il vivaient en Afrique avant de se répandre en Eurasie, et étaient particulièrement abondants durant le Pliocène. Ils ont disparu au cours du Pléistocène.

## Description
Les Deinotheriidae avaient une allure éléphantine, avec une posture graviportale (membres parasagittaux, en colonne, digitigrades à autopode sérié). Ce sont les premiers proboscidiens à présenter une telle posture. Le crâne est cependant plus bas, moins volumineux et plus allongé que chez les éléphantimorphes ; les narines ne sont pas aussi reculées que chez les éléphants actuels et le cou est plus allongé. Les Deinotheriidae présentent une morphologie intermédiaire entre les proboscidiens archaïques comme Moeritherium, Numidotherium ou Daouitherium, et les éléphantidés actuels, représentés par l'éléphant d'Afrique (Loxodonta africana) et l'éléphant d'Asie (Elephas maximus). Les fosses nasales sont larges, ce qui suggère l’existence d'une trompe, probablement plus courte que celle des éléphants actuels. Les défenses inférieures à croissance continue, dirigées vers le bas, pouvaient leur servir à gratter le sol et à déterrer des plantes.
Les molaires sont de type lophodonte, c'est-à-dire avec des crêtes, ce qui est typique d'un régime végétivore. Des dents lophodontes sont souvent observées chez les Proboscidiens fossiles. Les éléphants actuels ainsi que les Stegodontidae possèdent quant à eux des dents multilamellaires formées par la multiplication des lobes et des lophides depuis un stade vraisemblablement lophodonte. Les incisives et canines supérieures sont perdues.

## Genres
Trois genres sont connus : Chilgatherium et les deinotheriinés Prodeinotherium et Deinotherium, tous trois très semblables. Chacun de ces genres a supplanté son prédécesseur avant de se faire à son tour supplanter. Ils étaient de très grands herbivores : Chilgatherium (le plus ancien et le plus basal) avait la taille d'un hippopotame et le plus grand d'entre eux, Deinotherium giganteum du Miocène moyen, atteignait 3,5 m au garrot. Au sein des mammifères terrestres, seuls les Indricotheriidae et d'autres proboscidiens ont atteint de telles tailles.